# Fenomeno celeste di Basilea

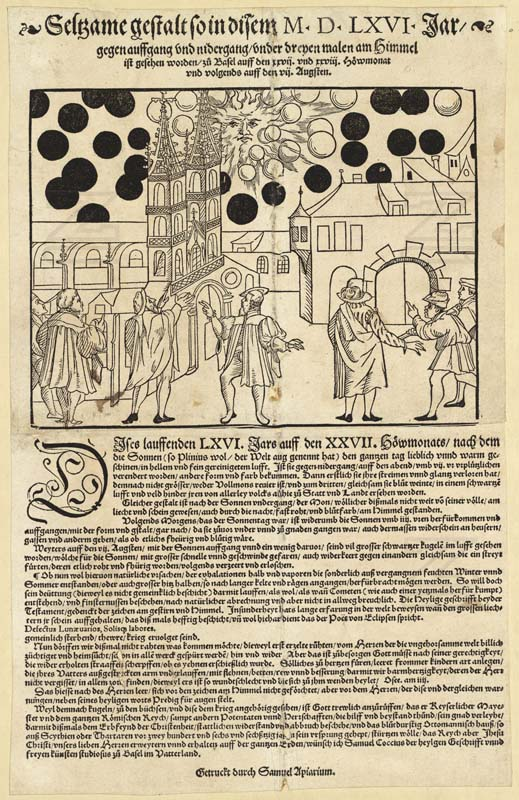
Il fenomeno celeste di Basilea. Samuel Koch, 1566, Wickiana, Biblioteca Centrale di Zurigo.

Il fenomeno celeste di Basilea è un evento atmosferico naturale che destò stupore nella popolazione di Basilea il 7 agosto 1566, al punto che il fatto venne riportato sul Volantino di Basilea, la gazzetta cittadina, in chiave mistico-teologica, come avveniva normalmente nelle pubblicazioni dell'epoca. L'incisione di Samuel Koch (o Samuel Coccius) è conservata presso la Wickiana della Biblioteca Centrale di Zurigo.

## Gli eventi dell'estate 1566 su Basilea

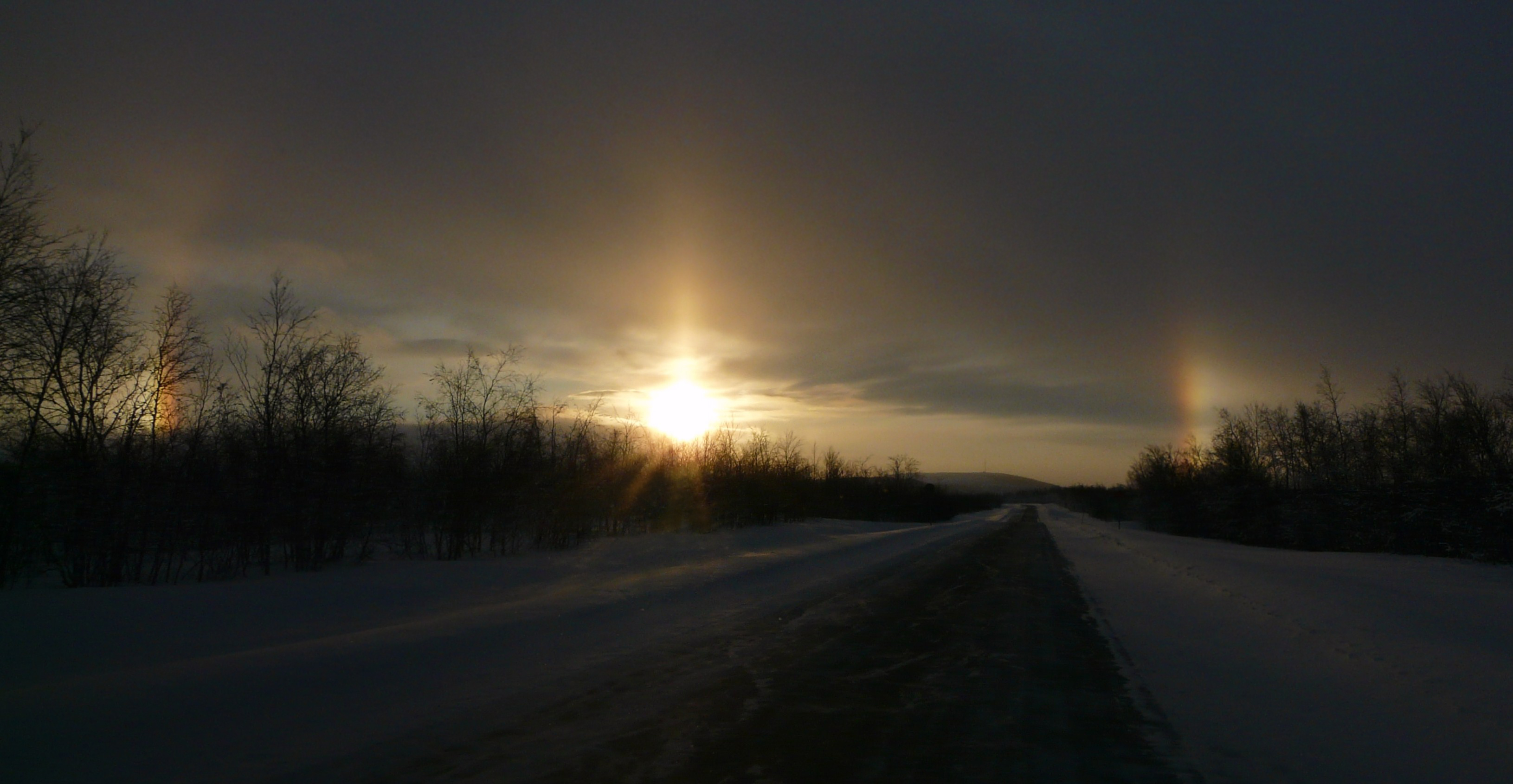
Alba con parelio, (uno dei tre possibili fenomeni che si possono essere verificati a Basilea, assieme alla luna rossa e l'eclissi lunare), osservato a Enontekiö, Finlandia.

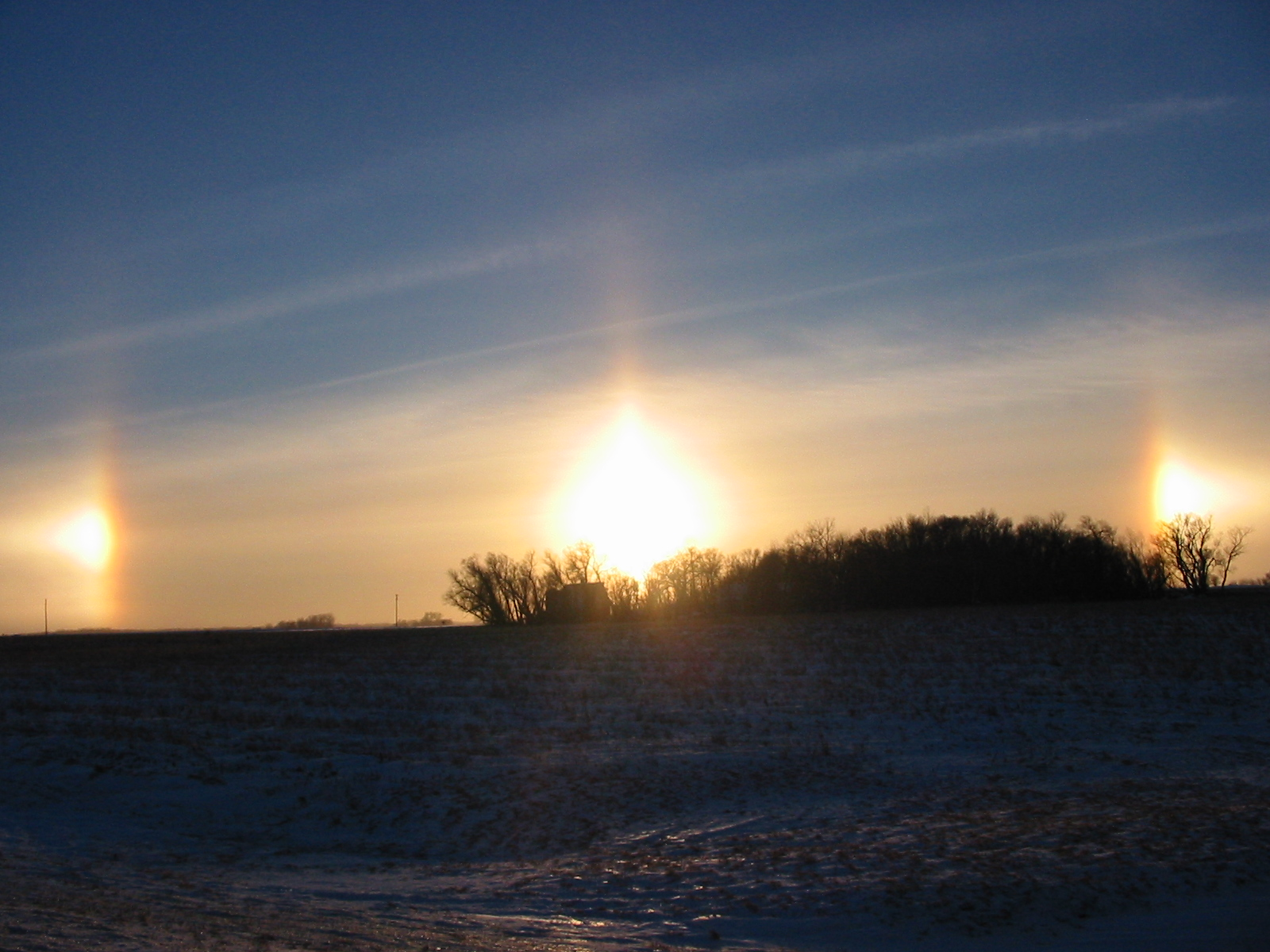
Tramonto con parelio, Minnesota. Da notare gli aloni a forma d'arco passanti per ognuna delle immagini pareliche (detti "cani solari").

Lo storico Samuel Koch lo descrive come un triplo evento, avvenuto prima fra il 27 e 28 luglio e poi ripetutosi il 7 agosto, visto da numerosi testimoni oculari. Il primo fenomeno è descritto come un'alba inabituale, con un repentino cambiamento della forma e del colore dell'astro del giorno, fino a "lacrimare lacrime di sangue" mentre il cielo diventava buio dietro ad esso; anche la luna divenne rossa, dopo aver brillato per tutta la notte. Il secondo fenomeno della domenica 28 è descritto come un'eclissi lunare totale contemporanea con un sole rosso. Il terzo episodio, quello del 7 agosto, è raccontato come una nube di sfere nere passanti davanti al sole, fino a diventare rosse ed estinguersi nel cielo.

## Le teorie pseudoscientifiche degli ufologi
L'incisione di Koch è stata oggetto di speculazioni nell'ambito delle teorie del complotto sugli UFO.
Nel 1958 lo psicanalista Carl Gustav Jung citò il caso di Basilea, assieme a quello di Norimberga del 1561, nel saggio psicanalitico dedicato al tema dell'ufologia Ein moderner Mythus: Von Dingen, die am Himmel gesehen werden ("Un mito moderno: Delle cose che vengono viste nel cielo"). Successivamente il caso è stato spesso citato nella letteratura pseudoscientifica ufologica, nel cui ambito l'incisione di Koch viene interpretata come un combattimento tra dischi volanti che si sarebbero sparati contro dei colpi di cannone.
Tale interpretazione deriva dal testo della stampa originale, consultabile presso la Biblioteca Centrale di Zurigo, che cita:
"La mattina del 7 agosto 1566 moltissime persone, spaventate, videro dei grandi dischi di colore scuro apparire in cielo e fu come se estate e inverno fossero giunti nello stesso momento, con fumi e nebbie, calore intenso, spari e cannonate. Questi oggetti, così numerosi da oscurare il Sole, volavano a grande velocità come se stessero danzando o combattendo. Alcuni, che sembravano sparare colpi di cannone, divennero di colore rosso ardente."